# Blatné Revištia
Blatné Revištia jsou obec na Slovensku. Nachází se v Košickém kraji, v okrese Sobrance. Obec má rozlohu 5,16 km² a leží v nadmořské výšce 107 m. V roce 2011 v obci žilo 215 obyvatel. První písemná zmínka o obci pochází z roku 1244.